# Vesime
Vesime är en ort och kommun i provinsen Asti i regionen Piemonte i Italien. Kommunen hade 608 invånare (2018).